# Pippi Langstrumpf (1949)
Pippi Langstrumpf ist ein schwedischer Schwarzweißfilm des Regisseurs Per Gunvall aus dem Jahr 1949. Es handelt sich um die erste Verfilmung des gleichnamigen Kinderbuchs von Astrid Lindgren.
Regie führte Per Gunvall, der auch das Drehbuch schrieb. Die Dreharbeiten fanden auf der Insel Djurgården in Stockholm statt. Die Hauptrollen spielten Viveca Serlachius (Pippi), Tord Garnmark (Tommy) und Berit Essler (Annika).

## Handlung
Kurz nach ihrem Einzug in die Villa Kunterbunt freundet sich das Mädchen Pippi Langstrumpf mit den Nachbarskindern Tommy und Annika an, muss sich jedoch auch mit den Dieben Dunder-Karlsson und Blom herumschlagen, die hinter Pippis Goldmünzschatz her sind.
Die nächsten Abenteuer erlebt Pippi in der Schule, die sie nur besucht, weil sie auch Ferien erleben will wie Tommy und Annika (im Unterschied zur Vorlage wird Pippi hier nicht von den Weihnachtsferien, sondern von Sommerferien zum Schulbesuch ermuntert).
In dieser Filmversion nutzt Pippi in einem Plattenladen die Gelegenheit, die im Geschäft angebotenen Tonträger einem Belastungstest zu unterziehen, um so herauszufinden, ob diese ihrem Namen gerecht werden (umgangssprachlich nennt man in Schweden insbesondere Schellackplatten stenkakor – „Steinkekse“).
Eines Tages bekommt Pippi Besuch von ihrem Vater, Kapitän Langstrumpf, der soeben die Sieben Meere besegelt hat. Gemeinsam mit Tommy und Annika stechen Pippi und ihr Vater in See.

## Rezeption
Der Film wird heute im Vergleich zu den späteren Verfilmungen der Bücher nur noch selten gezeigt. Lindgren lehnte den Film ab, weil Gunvall der Handlung (unter anderem rassistische) Szenen zugefügt habe, die nicht stimmig seien.

## Filmanalyse
Pippi ist im Vergleich zu den Romanen und zu den späteren Verfilmungen weniger aufmüpfig und in mehr Szenen der Bürgerlichkeit verbunden, die sie eigentlich ablehnt. So kauft sie sich etwa ein Klavier, um die Villa Kunterbunt zu verschönern.